# 第一維也納樂派
第一維也納樂派又稱「维也纳古典主义音乐」、「维也纳古典乐派」、「维也纳古典音乐」，通常指18世紀晚期在維也納的三位古典主義古典音樂作曲家：沃夫岡·阿瑪迪斯·莫札特、約瑟夫·海頓、路德維希·范·貝多芬。此外法蘭茲·舒伯特有時也被歸類於此。

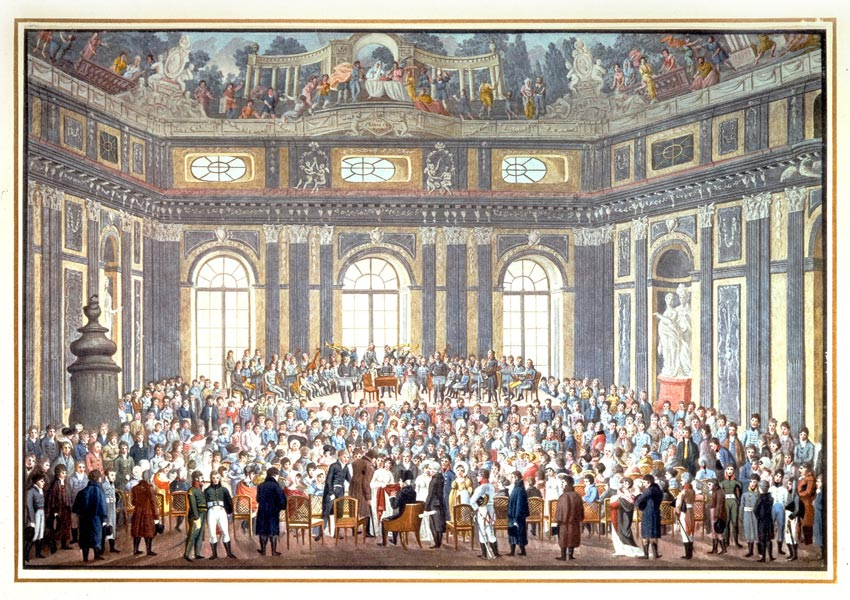
海頓神劇《創世紀》於維也納舊大學演出，1808年3月27日

在德語系國家，「維也納古典樂派」（Wiener Klassik）及字面的「維也納古典時期」經常概括指稱古典主義音樂整體，作為區分其他被通俗稱為古典樂的巴洛克音樂、浪漫主義音樂。
1834年，奧地利音樂學者拉斐爾·喬格·杰塞维特（Raphael Georg Kiesewetter）首次使用了「維也納樂派」（Wiener Schule）一詞，他只將海頓、莫札特計入此樂派中，此後其他學者如法炮製，最終將貝多芬也加入學派成員。而為了避免與第二維也納樂派混淆，定名為「第一」樂派。